# Dabalang
Dabalang (kinesiska: 大八浪, 大八浪乡) är en socken i Kina. Den ligger i provinsen Heilongjiang, i den nordöstra delen av landet, omkring 310 kilometer öster om provinshuvudstaden Harbin. Antalet invånare är 26 551. Befolkningen består av 13 040 kvinnor och 13 511 män. Barn under 15 år utgör 15,0 %, vuxna 15-64 år 77 %, och äldre över 65 år 7,0 %.
Genomsnittlig årsnederbörd är 809 millimeter. Den regnigaste månaden är juli, med i genomsnitt 159 mm nederbörd, och den torraste är januari, med 4 mm nederbörd.